# Quarzfaser
Quarzfasern sind ähnlich wie Glasfasern hergestellte Silikat-Fasern und Fäden aus hochreinem (99,99 %) Quarz. Sie gehören zu der Familie der amorphen Silikat-Glasfasern, ebenfalls dazu zählen die Kieselsäurefasern.

## Eigenschaften/Verwendung
Die Dichte beträgt 2,2 g/cm3, die Zugfestigkeit beträgt 3,3–3,7 GPa oder höher und verfügen über einen hohen E-Modul, sie haben praktisch keinen therm. Ausdehnungskoeffizient, er beträgt nur {\displaystyle \alpha } 0,54, sie besitzen eine sehr hohe chemische Beständigkeit und sind sehr temperaturbeständig. Die Fasern sind ein guter Isolator und haben sehr gute dielektrische Eigenschaften.
Quarzfaserstoff findet in Wärmedämmmaterial, aber auch in Luft- und Raumfahrt Verwendung. Die Fasern werden in Messgeräten verbaut, sowie in Filtern und Filterpapieren z. B. für die Laserinduzierte Plasmaspektroskopie oder in anderen Laser-Anwendungen. Quarzfasern werden in bestimmten Einsatzfällen als Ersatz für Asbest benutzt.
Die Herstellung ist wegen des hohen Schmelzpunktes von Quarz aufwendig, sodass bei geringeren Anforderungen an die thermische und chemische Beständigkeit andere Gesteinsfasern wie z. B. aus Basalt bevorzugt werden.